# Altin Kryeziu
Altin Kryeziu (Kranj, 3 januari 2002) is een Kosovaars-Sloveens voetballer die sinds 2023 uitkomt voor KF Laçi.

## Clubcarrière
Kryeziu maakte in 2019 de overstap van de jeugdopleiding van ND Triglav Kranj naar die van SPAL. Kryeziu werd in het seizoen 2019/20 een paar keer in de wedstrijdselectie van het eerste elftal van de club opgenomen, maar speelde uiteindelijk nooit een officiële wedstrijd in het eerste elftal van de club. Na één seizoen maakte hij in september 2020 de overstap naar Torino FC. Ook daar werd hij aanvankelijk bij de jeugd ondergebracht.
In augustus 2021 leende Torino hem voor één seizoen uit aan Excelsior Virton. Op 22 augustus 2021 maakte hij zijn officiële debuut in het eerste elftal: op de tweede competitiespeeldag van de Proximus League kreeg hij een basisplaats van trainer Christophe Grégoire. Kryeziu speelde veertien competitiewedstrijden voor Virton, dat op het einde van het seizoen laatste eindigde maar zich uiteindelijk kon handhaven door het faillissement van Excel Moeskroen. Toen maakte Kryeziu al geen deel meer uit van de club, want in februari 2022 kondigde de Torino-huurling reeds zijn afscheid aan bij de Luxemburgers. Kryeziu speelde dat seizoen nog zeven competitiewedstrijden voor NK Tabor Sežana in de PrvaLiga.
In oktober 2022 haalde NK Maribor hem definitief terug naar Slovenië. Een groot succes werd dat niet, want Kryeziu speelde er in het seizoen 2022/23 slechts vier competitiewedstrijden. Minder dan een jaar na zijn transfer stapte Kryeziu dan ook over naar KF Laçi.

## Privé
- Ook zijn oudere broers Drilon en Egzon zijn profvoetballers.

2 Vinck ·
3 Rizzo ·
4 Doué ·
5 Hamzaoui ·
7 Bukusu ·
8 Sadin  ·
9 Sula ·
10 Pinga ·
11 Ahlinvi ·
14 Guillaume ·
17 Allach ·
18 Mouaddib ·
20 Napoletano ·
21 Aabbou ·
23 Martin ·
24 Hery ·
26 Awassi ·
28 Droehnle ·
Masangu ·
Coach: Grégoire